# Cesare Rossarol (esploratore)
Il Cesare Rossarol è stato un esploratore leggero della Regia Marina.

## Storia
In origine l'armamento della nave avrebbe dovuto essere composto da quattro pezzi da 102 mm e otto tubi lanciasiluri da 450 mm, ma durante la costruzione furono apportate le modifiche che risultarono nell'armamento che l'unità ebbe poi al momento dell'entrata in servizio.
Il Rossarol entrò in servizio qualche mese dopo l'ingresso dell'Italia nella prima guerra mondiale. Dopo l'iniziale periodo di collaudi e prove a La Spezia, l'unità fu dislocata a Taranto e nel novembre 1915 fu assegnato al II Gruppo Esploratori della V Divisione Navale, con area operativa nell'Adriatico meridionale.
Il 30 dicembre 1915 il Rossarol fu trasferito a Venezia e compose, insieme ai gemelli Pepe e Poerio, il II Gruppo Esploratori della IV Divisione Navale.
Il 3 maggio 1916 il Rossarol, al comando del capitano di fregata Rota, uscì in mare insieme al gemello Pepe e ai cacciatorpediniere Nullo e Missori per fornire supporto a distanza ai cacciatorpediniere Zeffiro e Fuciliere, impegnati nella posa di un campo minato nelle acque prospicienti Sebenico. Al largo di Punta Maestra la formazione italiana avvistò quattro cacciatorpediniere (classe «Velebit») e sei torpediniere austro-ungariche e diresse per attaccarle. Mentre le navi avversarie facevano rotta per Pola, quelle italiane, al loro inseguimento, furono assalite da tre idrovolanti, che poterono respingere; alle 15:50, tuttavia, dato che da Pola erano usciti a supporto delle navi austro-ungariche anche un incrociatore e altre due siluranti, la squadra italiana dovette ripiegare e allontanarsi.
L'11 maggio dello stesso anno il Rossarol e il Pepe posarono un campo minato nelle acque prospicienti Ancona.
Il 12 giugno le due unità scortarono fino agli sbarramenti, assieme ad alcune torpediniere, un gruppo di siluranti (cacciatorpediniere Zeffiro, Fuciliere e Alpino, torpediniere 30 PN e 46 PN, più in appoggio i cacciatorpediniere Nullo e Missori) che avrebbe poi intrapreso il forzamento del porto di Parenzo.
Nella notte tra il 25 e il 26 agosto Rossarol e Pepe scortarono i MAS 6 e 91, rimorchiati rispettivamente dalle torpediniere 34 PN e 35 PN, che avrebbero dovuto attaccare dei piroscafi in rada a Durazzo: tali trasporti non furono trovati e la missione si concluse così con un nulla di fatto.
Successivamente l'unità fu ridislocata a Brindisi, inquadrata nel IV Gruppo Esploratori della IV Divisione. Tornò quindi a essere impiegato nel Basso Adriatico.
Nel corso del 1917 la nave fu sottoposta a lavori di modifica che videro l'installazione di due mitragliere contraeree Vickers da 40/39 mm.
Il 30 dicembre 1917 il Rossarol, in navigazione da Taranto a Brindisi, cannoneggiò un U-Boot, obbligandolo a immergersi e allontanarsi.
Nella notte tra il 10 e l'11 febbraio 1918 il Rossarol e il Pepe, unitamente ai cacciatorpediniere Nievo e Indomito, avrebbero dovuto supportare un'altra azione di MAS (i MAS 9 e 20 rimorchiati dalle torpediniere 37 PN e 38 PN) contro Durazzo, ma tale missione non poté essere effettuata a causa del maltempo.
Il 10 marzo 1918 l'unità appoggiò – insieme agli esploratori Mirabello, Poerio e Riboty, ai cacciatorpediniere Giacinto Carini e Pilade Bronzetti e alla squadriglia cacciatorpediniere francese «Casque» – un'azione dei MAS 99 e 100, trainati rispettivamente dai cacciatorpediniere Nievo e Mosto, contro il naviglio austriaco a Portorose: l'operazione, rimandata per via del maltempo, fu nuovamente interrotta il 16 marzo sempre per il tempo avverso e nuovamente l'8 aprile perché la ricognizione aerea aveva accertato che il porto di Portorose era vuoto.
Nella notte tra il 14 e il 15 maggio il Rossarol supportò, insieme al Pepe, i MAS 99 e 100 che, al rimorchio dei cacciatorpediniere Nievo e Bronzetti, tentarono un'incursione nella rada di Antivari: l'attacco si concluse tuttavia con un nulla di fatto.
Nel corso dell'anno l'unità subì ulteriori modifiche, quali la sostituzione dei cannoni Vickers-Terni Mod. 1914 da 102/35 mm con altrettanti del più moderno modello Schneider-Canet Mod. 1917 da 102/45.
Il 16 settembre 1918 la nave trasportò truppe sulla rotta Brindisi-Valona, in entrambi i sensi.
Il 2 ottobre 1918 l'esploratore fu in mare insieme con la corazzata Dante Alighieri, gli esploratori Racchia, Pepe e Poerio e i cacciatorpediniere Nievo e Schiaffino per contrastare un eventuale contrattacco di navi nemiche provenienti da Cattaro volto a impedire il bombardamento di Durazzo da parte di altre unità italiane e inglesi.
In seguito alla firma dell'armistizio di Villa Giusti l'esploratore fu trasferito nell'Alto Adriatico, con base a Pola e compiti antisommergibile. Il 10 novembre la nave, insieme con il Pepe, trasportò a Pola reparti di fanteria a rinforzo di quelli incaricati dell'occupazione della città.

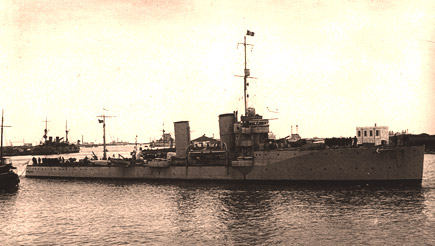
Un'altra immagine del Rossarol

Il 16 novembre 1918, a meno di due settimane dalla conclusione del conflitto, il Rossarol lasciò Pola alle 11:40 del mattino, al comando del capitano di vascello Ludovico De Filippi, per trasportare a Fiume un ufficiale jugoslavo che avrebbe dovuto convincere le formazioni irregolari serbo-croate a non osteggiare l'occupazione italiana della città. Alle 12:45 dello stesso giorno, poco dopo aver doppiato Punta Patera, mentre gran parte dell'equipaggio pranzava, l'unità urtò una mina a centro nave (più precisamente all'altezza del locale dinamo, a poppavia della plancia, sul lato sinistro) e si spezzò in due: la poppa affondò quasi subito a perpendicolo sulla superficie del mare, la prua, spinta dall'abbrivo, proseguì per alcune centinaia di metri, affondando quindi a sua volta in breve tempo. L'affondamento avvenne in circa due minuti. Fu impossibile determinare se il Rossarol avesse urtato una mina vagante o se l'urto fosse stato determinato da un errore del pilota della nave, Giovanni Pizzini, uno dei migliori piloti della Regia Marina, che si trovava al timone: del resto i comandi austro-ungarici, a dodici giorni dall'armistizio, non avevano ancora segnalato con precisione l'ubicazione dei campi minati.
Perirono nel disastro 100 uomini: il comandante De Filippi (che scomparve in mare dopo aver ceduto il proprio salvagente a un marinaio che ne era sprovvisto), altri sei ufficiali (tra cui il comandante in seconda, tenente di vascello Ludovico Scaccia Alberti) e 93 tra sottufficiali e marinai. Solo 34 superstiti poterono essere salvati da due MAS e dalla torpediniera 16 OS, accorsi sul posto.
Il 17 maggio 1919 alla memoria del comandante De Filippi fu conferita la Medaglia d'argento al valor militare. Nel settembre dello stesso anno un monumento alla memoria delle 100 vittime fu eretto a Punta Munat, non distante dal luogo dell'affondamento.
Il relitto del Rossarol giace spezzato in due tronconi, a meno di un miglio dalla costa di Lisignano, su un fondale di 49 metri. Il troncone prodiero, lungo circa 30 metri, giace sul fondale in posizione capovolta, a circa 330 metri di distanza da quello poppiero, che si trova invece in assetto di navigazione.
In memoria di questa unità la Regia Marina intitolò con lo stesso nome l'ex cacciatorpediniere B 97 della Kaiserliche Marine, ceduto all'Italia in conto di riparazione nel 1920 ed entrato in servizio nel 1924.